# Leave It to Beaver (filme)
Leave It to Beaver (br: Foi sem Querer - pt: Beaver, o Trapalhão) é um filme estadunidense de 1997, do gênero comédia, dirigido por Andy Cadiff, e baseado na série de televisão homônima das décadas de 1950 e 1960. O filme alcançou o índice "podre" de 21% no Rotten Tomatoes.

## Sinopse
Os Cleavers são uma típica família estadunidense que vive em Ohio, formado por Ward, o pai sensato; June, a mãe adorável; Wallace, o filho adolescente; e por Theodore 'Beaver', um garoto de oito anos.

## Elenco
- Christopher McDonald interpreta Ward Cleaver
- Janine Turner interpreta June Cleaver
- Cameron Finley interpreta Theodore 'Beaver' Cleaver
- Erik von Detten interpreta Wallace 'Wally' Cleaver
- Adam Zolotin interpreta Edward 'Eddie' Haskell Jr.
- Alan Rachins interpreta Fred Rutherford
- Grace Phillips interpreta Miss Landers
- Geoffrey Pierson interpreta técnico Gordon
- Barbara Billingsley interpreta tia Martha
- Ken Osmond interpreta Edward 'Eddie' Haskell Sr.
- Frank Bank interpreta Frank
- Erika Christensen interpreta Karen
- Brenda Song interpreta Susan Acustis'